# 廣州長隆旅遊度假區
广州长隆旅游度假区位于中国广东省广州市番禺區大石街道，经营者是广东长隆集团。目前拥有长隆欢乐世界、長隆野生动物世界、长隆水上乐园、长隆国际大马戏、長隆飛鳥樂園五个主题公园及长隆酒店、香江大酒店七个项目。2007年5月8日被公布为首批国家级5A景区。
长隆集团最初的项目香江野生动物世界建成于主题公园热潮盛行于中国的1990年代，相比同时期周边的飞龙世界、飞图梦幻影城以及中国各地大量涌现又大量消失的主题公园，长隆集团的主题公园是少数国内能存活10年以上的民营投资主题公园项目。
广州长隆届时将继续扩建，并新建面积达43公顷的“超级乐园”。

## 主要项目

### 长隆野生动物世界
长隆野生动物世界于1997年12月26日落成启用，首期佔地約133公頃，引进动物300多种，近1万只，是当时亚洲最大的私立动物园，后更被评为中国首批AAAAA旅游景区。2004年底经改建后增加自驾车或乘车进园游览园区。
目前长隆野生动物世界大致分为乘车/自驾车浏览区和步行浏览区。乘车/自驾车浏览区分为亚洲大陆、非洲大陆等区域，除放置有特色动物外更有代表性的图腾、建筑等。乘车时间约需1小时，对于没有私家车的游客可以搭乘敞开式小火车。乘坐小火车能够欣赏到各式各样的动物，亚洲、非洲、北美洲、南美洲都有。步行浏览区有相对比较温顺的动物供游客亲近，长颈鹿广场，30元就能购买树枝喂食长颈鹿。除此之外，金猴王国的金丝猴、青龙山逼真的暴龙和棘龙、考拉园、金牛岭等都很值得游览。
长隆野生动物世界多以活动推广以提高其知名度。最初的活动是罕有的白老虎，然后是澳大利亚的樹熊、科莫多龙家族和中国的大熊猫等。广州长隆的大熊猫已经达到十余只，长隆熊猫酒店就以熊猫三胞胎萌帅酷为主题。

### 长隆水上乐园
长隆水上乐园2007年5月26日对外开放试运营，当年6月13日正式开业。水上乐园总面积超过40万平方米，以经营游泳等水上娱乐活动设施为主业。

### 长隆欢乐世界

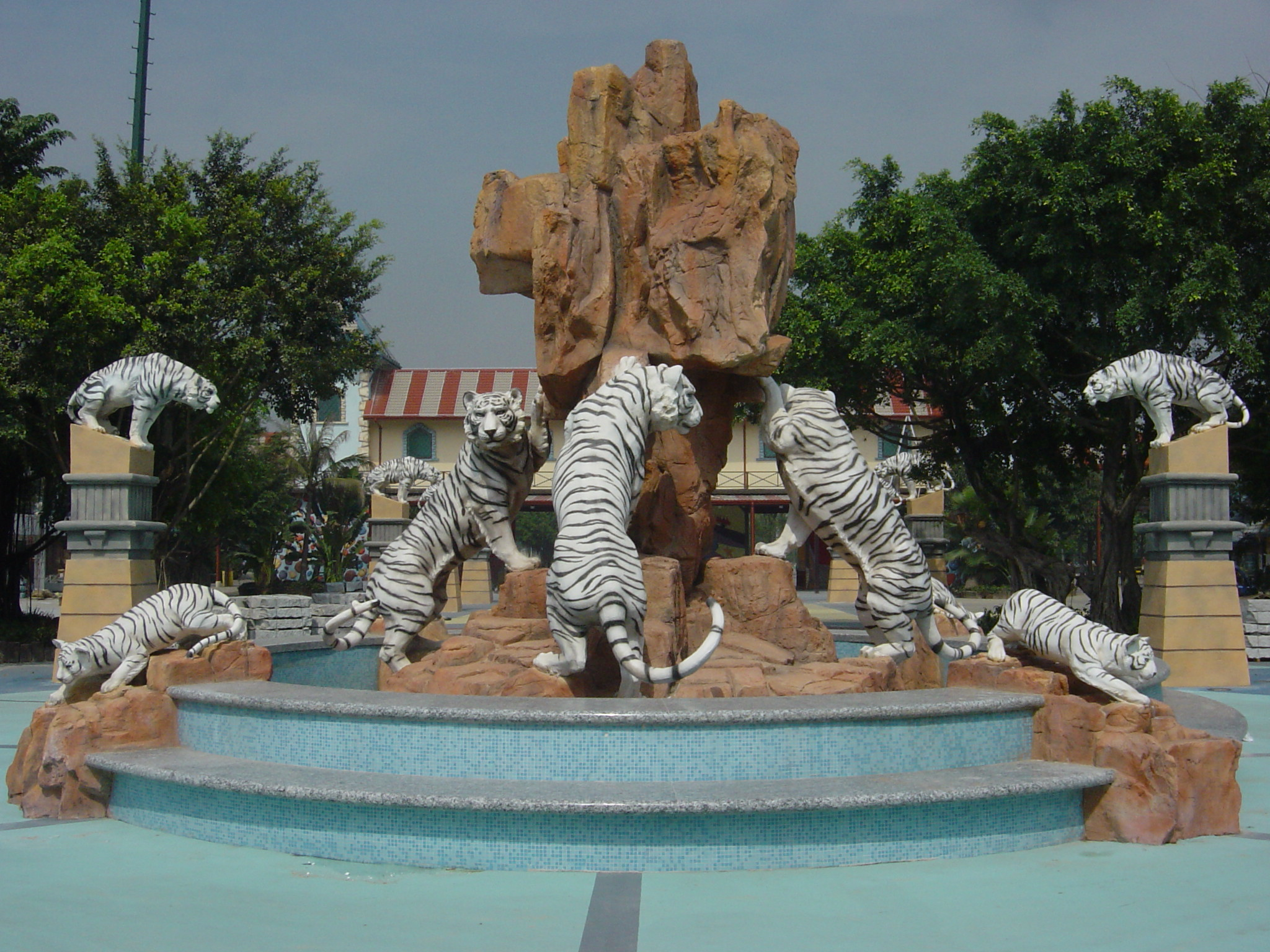
乐园入口

长隆欢乐世界于2006年3月20日首次开放试运营，2006年4月7日正式开业，首期占地超过1000亩，由加拿大知名的主题公园设计机构Forrec设计。
长隆欢乐世界分为六大部分：哈比王国（国际儿童城，Happy Kingdom)、动感地带（M-Zone）、旋风岛（Whirlwind Island）、欢乐水世界（Water World）、历险天地（Adventure Zone）、彩虹湾（Rainbow Bay）以及中心演艺广场（Center Plaza）、白虎大街（White-Tiger Street）两个小分区。
各分区部分游乐设施如下：

- 哈比王国(国际儿童城)：双层梦幻转马、欢乐摩天轮、飞虎队、桑巴气球、蹦跳车、救火先锋、快乐干线、击浪旋艇、疯狂巴士、弹跳塔、空中警察、开心乐园
- 动感地带：垂直过山車、十环过山车、摩托过山车、彩虹飞船、龙卷风暴、大力水手、自旋滑车
- 旋风岛：U型滑板、墨西哥草帽、碰碰车、亲亲过山车、飓风飞椅、音乐船、转转杯
- 欢乐水世界：超级水战、丛林漂流、急流勇进、水上碰碰船
- 历险天地：超级大摆锤、四维影院、国际特技剧场、乐斗竞技场
- 彩虹島：
- 中心演藝廣場：
- 白虎大街：

### 长隆国际大马戏

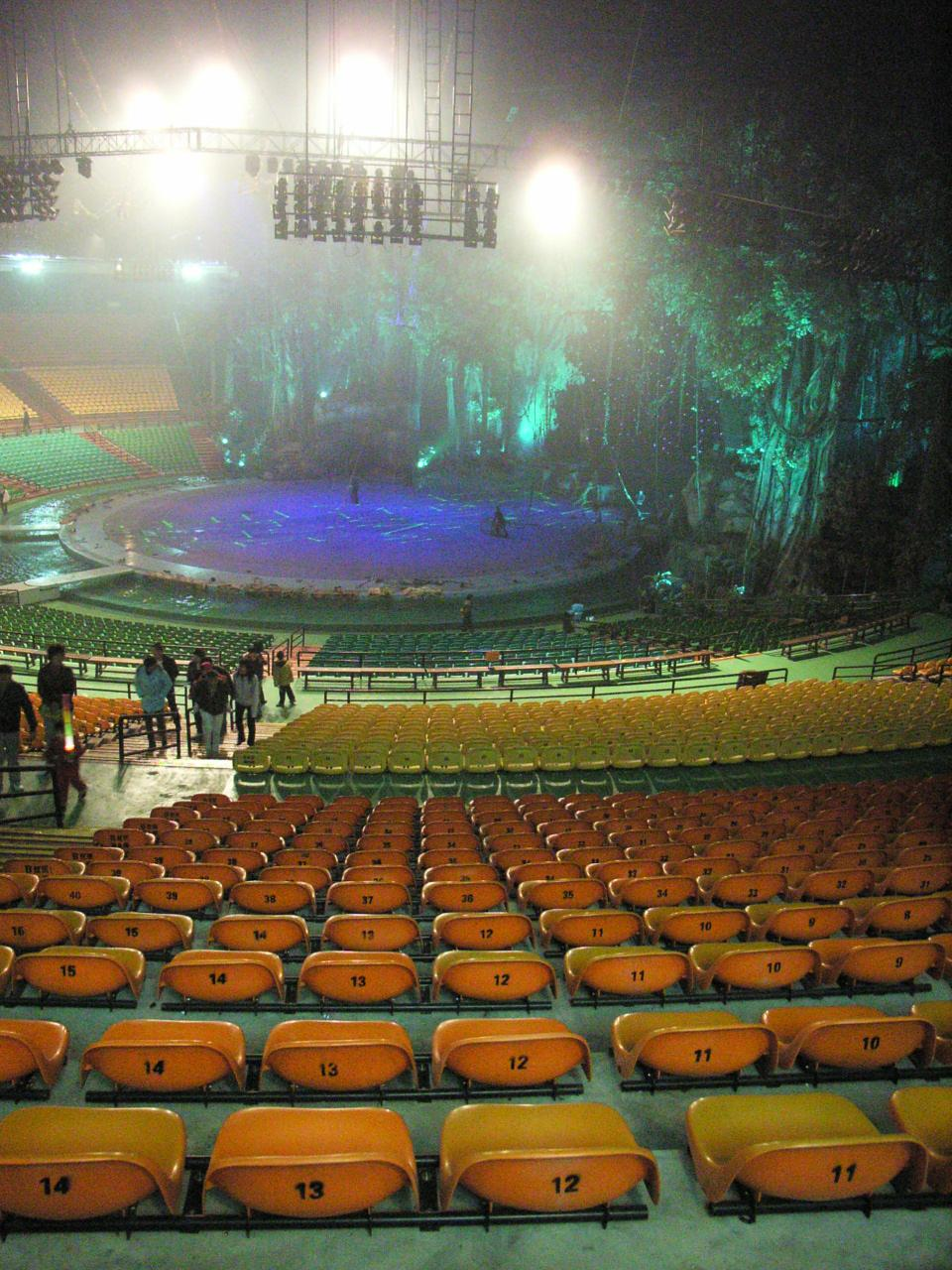
長隆大馬戲舞台

长隆国际大马戏是全球最大的马戏表演场地之一，包括当前国际最先进的灯光、音响，还有专门为大型表演而设的投影灯幕等高科技设备。
在长隆大马戏表演的工作人员来自世界各国，包括有俄罗斯、阿根廷、阿拉伯及肯尼亚等，所以十分有异国风情。除了有各种驯服的动物表演之外，还有特技演员的杂艺娱乐和高难度表演。

### 長隆飛鳥樂園
長隆飛鳥樂園2004年开业，占地数千亩。是以鹈鹕观赏为主的综合性主题公园。公园自称拥有鹈鹕数百只。在熊猫酒店有穿梭巴士往返飞鸟乐园，繁忙时间每5分钟一班车，一般时间30分钟才有一班车。
公园分为火烈鸟、河马空间、走禽地带、飞禽密码、朱鹮森林、鹈鹕湾等活动区域。游客能够乘坐小船深入秘境，探索大量鹈鹕和天鹅的栖息地，还可以喂牠們小鱼哦！除了鹈鹕可以喂饲外，还有河马，十元就可以喂牠們小地瓜哦！

### 长隆酒店

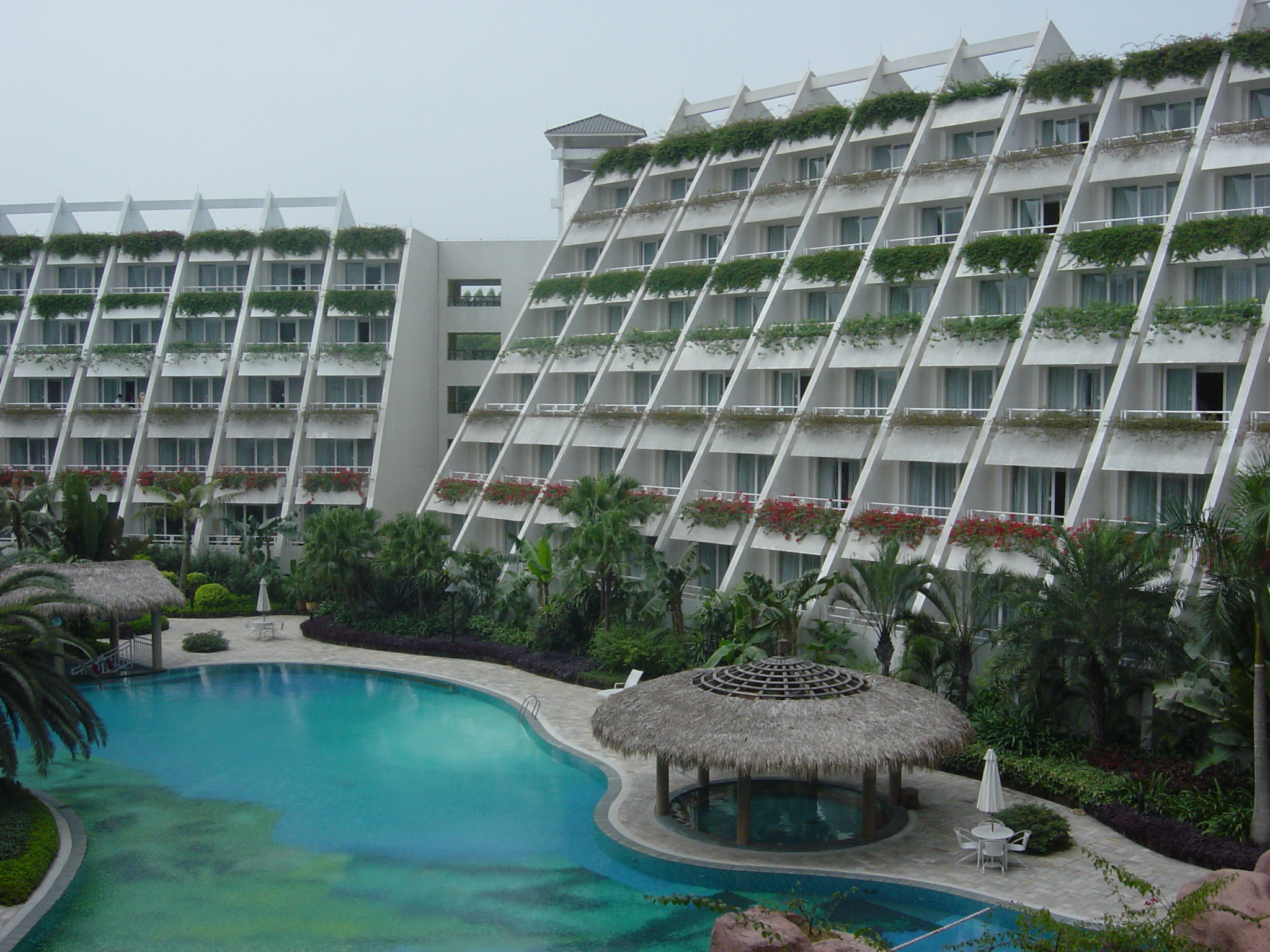
长隆酒店内花园泳池一角

长隆酒店于2001年落成开业，建筑面积超过8万平方米，主要功能为给路途较远或度假目的的旅客提供住宿服务。长隆酒店共有333间/套不同特色的客房，客房设计多具大自然风格。其特色餐厅包括在旁边放养白老虎的“白虎餐厅”，经营特色粤潮菜式的“麒麟中餐厅”，以及有菲律宾乐队现场表演的“鳄鱼吧”

### 香江大酒店
类似长隆酒店的配套性设施，位于大石迎宾路。

### 廣州長隆熊貓酒店
坐落在廣州長隆旅遊度假區內，佔地8萬平方米，建築面積約12萬平方米，楼高15層，設有1361間客房，367個停車位，毗鄰長隆歡樂世界、長隆國際大馬戲、長隆野生動物世界和長隆水上樂園等主題樂園，计程车也很方便地进入酒店区域范围内，还有接驳巴士前往广州南站、长隆飞鸟乐园和长隆野生动物世界。酒店楼下有熊猫自助餐厅，有黑白领狐猴相伴用餐！除了自助餐厅，还有包罗万有的美食小镇，粤式的点心、西式的牛排、中式的炸酱面、日式的寿司与拉面等各国美食。一共有5个房型，酷酷房、帅帅房、萌萌房、王子家庭房和王子套房，各个房型和套餐丰俭由人。

## 交通
广州地铁3号线、7号线的汉溪长隆站E出口。另有多部公共巴士经过或到达景区。
| 編號            | 起訖點               | 起訖點 | 起訖點       |
| --------------- | -------------------- | ------ | ------------ |
| 长隆穿梭巴1号线 | 长隆地铁广场         | ↺      | 长隆地铁广场 |
| 长隆穿梭巴2号线 | 长隆野生动物世界南门 | ↔      | 长隆飞鸟乐园 |

## 影视拍摄
在此取景的电影、电视剧和综艺节目包括：
- 《人生马戏团》[2]
- 《美丽密令》
- 《爸爸去哪儿大电影》
- 《奇妙的朋友》
- 《奔跑吧兄弟2》
- 《青春有你2》
- 《童趣大冒险》

## 特别事件
- 2004年12月26日上午10時10分，在香江野生動物世界為該動物園「自駕車觀賞野生動物」活動試營運首日典禮的兩頭原本溫馴的大象突然受驚，拔足衝向人群，造成4人受傷。由於發生時間與印度洋海嘯時間相若，科學家認為這兩頭大象或受感應而一反常態，作出受驚的行為。

- 长隆欢乐世界开业初期有跳楼机项目，但后来由于不明原因关闭，目前仅余黄色主柱在十环过山车附近。